# Фесенко Юрій Павлович
Юрій Павлович Фесенко (нар. 1946, Кам'яний Брід (Луганськ)) — колишній український літературознавець, поет, доктор філологічних наук, колишній професор, завідувач кафедри журналістики Східноукраїнського національного університету імені Володимира Даля, нині «професор» так званого «Луганського національного університету ім. В. Даля». Нагороджений медаллю Пушкіна (2012), медаллю Даля (2001).
Член правління Луганської організації письменників імені В. І. Даля Союзу письменників Росії. Один з незмінних організаторів щорічних (з 1982 року) конференцій «Далевские чтения» в Луганську. Вважає, що Україна «у війні про ЛНР використовує методи терористів».

## Біографія
Народився у Кам'яному Броді (Луганськ) у 1946 році. У 1976 році закінчив аспірантуру Ленінградського державного університету, працював у Сиктивкарському університеті. У 1981 році повернувся у рідне місто, де почав працювати у Ворошиловградському педагогічному інституті.
У 1980 році захистив кандидатську дисертацію «Грибоєдов та Пушкін», у 1997 році — докторську «Проза В. Даля. Творча еволюція».
Поет, пише з 1960-х під псевдонімом Юрій Камброд.

## З публікацій
Автор більш ніж 200 наукових праць, присвячених проблемам історії і поетики російської літератури ХІХ сторіччя, питанням взаємодії російського і українського фольклору на Луганщині, а також деяким аспектам сучасної масової комунікації. 
- Юрій Фесенко, Луганськ. В. І. Даль та українська мова [Архівовано 8 жовтня 2016 у Wayback Machine.] // interklasa.pl [Архівовано 5 серпня 2017 у Wayback Machine.], Історія [Архівовано 15 серпня 2017 у Wayback Machine.]
- Каторжане русского слова / Предисловие к книге «Новая Русь» / Юрий Фесенко, профессор, доктор филологических наук, член Правления Луганской писательской организации им. В. И. Даля Союза писателей России // стор. 5-11 у книзі: Новая Русь: И в диком поле — возрожденье… [Архівовано 11 серпня 2017 у Wayback Machine.] / Сборник произведений луганских писателей / Луганская писательская организация им. В. И. Даля. — М. : Союз писателей России, 2016. — 384 с.  — ISBN 5-8402-0224-Х
- Юрий Фесенко. Архетип луганского характера в творческих биографиях В. И. Даля и В. М. Гаршина / там само, с. 323—335.
- Юрий Камброд. Стихи 1960-х / там само, с. 336—344.